# Muziek in 2022
Dit artikel gaat over muziek uit het jaar 2022.

## Wedstrijden
- Eurovisiesongfestival

## Festivals
- Pinkpop
- Best Kept Secret
- Lowlands

## Best verkocht in Nederland
- Het beste verkochte album is Harry’s House van Harry Styles
- De best verkochte single is Vluchtstrook van Kris Kross Amsterdam, Antoon en Sigourney K [1]

## Best verkocht in Vlaanderen
- Het beste verkochte album is Metejoor van Metejoor
- De best verkochte single is As It Was van Harry Styles[2]

## Edison winnaars

### Ouvreprijs
- pop Guus Meeuwis
- jazz Dick de Graaf
- klassiek Robert Holl

## 65e Grammy Awards
De Grammys zijn uitgereikt op 5 februari 2023 over muziek in de periode 1 oktober 2021 en 30 september 2022.
- Record of the Year Leave the Door Open - Silk Sonic
- Album of the Year Harry's House - Harry Styles
- Song of the Year Just Like That - Bonnie Raitt
- Best New Artist - Samara Joy[3]

## Einde jaars lijsten
- Nr 1 Heaven lezers top 10 : The Delines - The Sea Drift

Muziek in: 1940 · 1941 · 1942 · 1943 · 1944 · 1945 · 1946 · 1947 · 1948 · 1949 · 1950 · 1951 · 1952 · 1953 · 1954 · 1955 · 1956 · 1957 · 1958 · 1959 · 1960 · 1961 · 1962 · 1963 · 1964 · 1965 · 1966 · 1967 · 1968 · 1969 · 1970 · 1971 · 1972 · 1973 · 1974 · 1975 · 1976 · 1977 · 1978 · 1979 · 1980 · 1981 · 1982 · 1983 · 1984 · 1985 · 1986 · 1987 · 1988 · 1989 · 1990 · 1991 · 1992 · 1993 · 1994 · 1995 · 1996 · 1997 · 1998 · 1999 · 2000 · 2001 · 2002 · 2003 · 2004 · 2005 · 2006 · 2007 · 2008 · 2009 · 2010 · 2011 · 2012 · 2013 · 2014 · 2015 · 2016 · 2017 · 2018 · 2019 · 2020 · 2021 · 2022 - 2023